# Ricardo Ferreira (football, 1992)
Pour les articles homonymes, voir Ricardo Ferreira.
Ricardo Ferreira, de son nom complet  Ricardo José Araújo Ferreira, est un joueur international canadien de soccer né le 25 novembre 1992 à Mississauga. Il évolue au poste de défenseur central.

## Biographie

### En club
Né de parents portugais au Canada, il retourne au Portugal à l'âge de 15 ans, jouant pour le compte des juniors du FC Porto. 
Jeune prometteur, il signe à l'AC Milan en 2012, il ne jouera aucun match avec le club lombard, prêté au Empoli.
Il joue depuis 2015 au Sporting Braga,.

### En équipe nationale
Le 11 octobre 2017, il figure pour la première fois sur le banc des remplaçants de l'équipe nationale A, sans entrer en jeu, lors d'un match amical face à l'Arabie saoudite (victoire 3-0). Trois jours plus tard, il reçoit sa première sélection en équipe du Portugal, lors d'un match amical contre les États-Unis (match nul 1-1).

## Palmarès
Avec le Sporting Braga :
- Vainqueur de la Coupe du Portugal en 2016.